# اسمنوول (اکلاهما)
اسمنوول(به انگلیسی: Seminole) شهری در ایالت اکلاهما کشور ایالات متحده آمریکا است که جمعیت آن در سرشماری سال ۲۰۱۰ میلادی، ۷٬۴۸۸ نفر بوده‌است.